# Кобалт(II)-хлорид
Кобалтохлорид је неорганско хемијско једињење хемијске формуле CoCl2.

## Добијање
Када се на оксид или карбонат кобалта делује хлороводоничном киселином, прво ће кристалисати хексахидрат, који са повећањем температуре постаје монохидрат (око 100 °), а потом и анхидрована со (око 120 °).

## Својства
Хексахидрат се јавља у виду рубин-црвених моноклиничних кристала, док је анхидровани хлорид затвореноплав, али даје ружичасте растворе у хладној води. Загревањем, на око 50 ° ти раствори постају плави. Претпоставка је да ружичасти раствори садрже разне хидратисане јоне, док плави садрже комплексне јоне.

## Употреба
Ружичасти раствор се користи као „невидљиво мастило“. Када се њиме пише по хартији није видљив, али постаје уколико се хартија загрева и тада даје плаву боју. Хлађењем на влажном ваздуху, боја ишчезава.